# Galphimia latifolia
Galphimia latifolia är en tvåhjärtbladig växtart som beskrevs av Friedrich Gottlieb Bartling. Galphimia latifolia ingår i släktet Galphimia och familjen Malpighiaceae. Inga underarter finns listade i Catalogue of Life.